# Casbia calliorma
Casbia calliorma là một loài bướm đêm trong họ Geometridae.